# Tănăsoaia
Tănăsoaia est une commune du județ de Vrancea en Roumanie.